# 동조

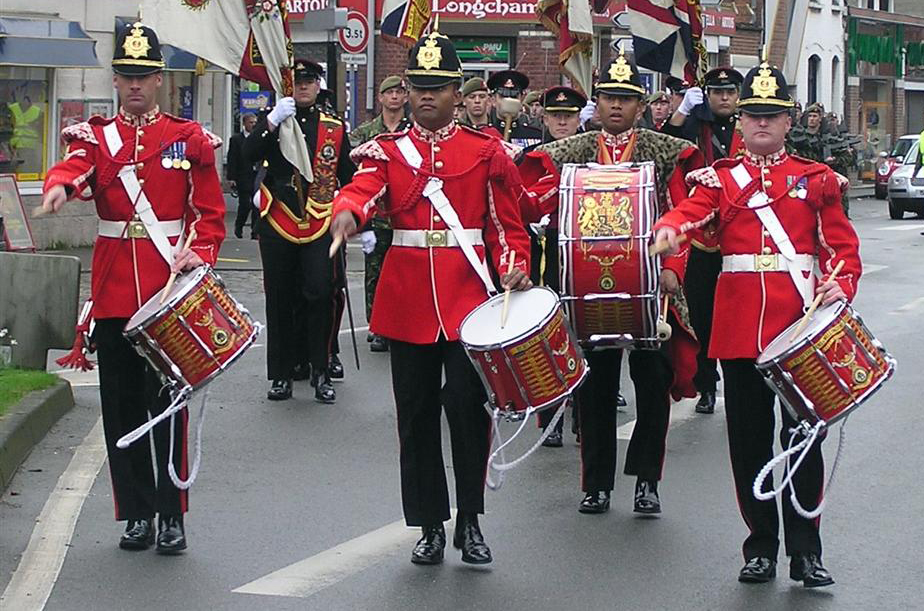

동조 (同調, conformity)는 상태를 같이 한다는 뜻으로, 영단어의 역어로서는 다른 몇 개의 영단어의 역어에 사용되기 때문에, 각각 다른 의미가 있다.
동조는 같은 가락이라는 철자의 의미에서 남의 주장에 자기의 의견을 일치시키거나 보조를 맞춤과 같은 의미를 갖는다. 한편 문학에서 시 따위의 음률이 같은 것을 가리키기도 하며 또는 동조는 물리학에서 기계적 진동체나 전기적 진동 회로가 밖에서 오는 진동에 공명(共鳴)하도록 고유 진동수나 주파수를 조절하는 일을 가리키는 용어로도 사용한다.

## 사회심리학
밀그램 복종행동 실험(영어: Milgram Experiment)에서 보여지는 동조(conformity)는 자신의 가치관에 기반한 행동인지 아닐지 애매모호한 상황 또는 자신의 가치관에 기반한 행동에 반하는 상황에서도 사회영향(social influence)의 얍력은 권위에대한 복종행동(Obedience to Authority)을 야기할 수 있다는 사실관계를 보여준 실험이었다.

## 같이 보기
- 동조 압력
- 권위주의적 퍼스낼러티
- 합의
- 합의 형성